# Дилгач
Дилга́ч (болг. Дългач) — село в Тирговиштській області Болгарії. Входить до складу общини Тирговиште.

## Населення
За даними перепису населення 2011 року у селі проживали 500 осіб.
Національний склад населення села:
| Національність   | Кількість осіб | Відсоток |
| ---------------- | -------------- | -------- |
| болгари          | 36             | 15,8%    |
| турки            | 9              | 3,9%     |
| інша             | 182            | 79,8%    |
| Всього відповіли | 228            |          |

Розподіл населення за віком у 2011 році:
Динаміка населення: